# Anomaly
Anomaly, vlastním jménem Ludwig Amadeus Lagerstedt  (9. prosince 1994, Švédsko) je švédsko-finský youtuber, streamer  na platformě Twitch.
Také je profesionální hráč hry CS2.

## Život
Ludwig vyrůstal ve švédské obci Sollentuna. V minulosti přiznal že mezi jeho nejoblíbenější hry patří Counter-Strike: Global Offensive a Tibia. Za svůj život procestoval spoustu lokalit po celém světě, některé ze svých cest následně zdokumentoval a videa nahrál na svůj YouTube kanál, na YouTube zdokumentoval např. jeho cestu do Japonska, Austrálie nebo Ruska.
Od roku 2018 žije na Maltě ve městě Birgu, mezi důvody proč se na Maltu přestěhoval byla možnost koupě jeho bytu za velice dobrou cenu, lepší počasí a také se vždy chtěl přestěhovat do jiné země.  Ve všech videích vystupuje se zakrytým obličejem, většinou kuklou nebo jinou maskou.

## YouTube
Ludwig působí na YouTube od roku 2007, za tu dobu vytvořil pět YouTube kanálů, dohromady nasbíral přes 4 miliony odběratelů.

#### Anomaly
Kanál Anomaly (dříve warhaammer) je Anomalyho hlavní kanál, mezi první videa na tomto kanále patřily Lego stop-motion animace, tyto animace jsou na kanálu skryté a první veřejné video na kanále je video "AHHHH YOOUTOOBE!!!" které Ludwig publikoval 22. prosince 2007. Dnes na kanále najdeme převážně videa z videohry Counter-Strike 2, videa z cestování nebo videa z LAN party. Tento kanál má přes 3 miliony odběratelů.

#### Anomaly & Papanomaly
Kanál Anomaly & Papanomaly je Anomalyho druhý nejodebíranější kanál, na tento kanál publikuje videa se svým otcem který je známý pod pseudonymem Papanomaly, na kanál společně publikují videa např. z vaření, příběhů nebo fanouškovské pošty pro Papanomalyho. Na tomto kanále se také nachází Anomalyho hudební videoklip "191". Kanál dosáhl 9. července 2021 jednoho milionu odběratelů. 

#### Anomaly 3
Kanál Anomaly 3 (dříve Benim) je Anomalyho třetí nejodebíranější kanál který dříve sloužil jako kanál ohledně kryptoměn, tento kanál ale nesklidil příliš velký úspěch a byl přejmenován na Anomaly 3, kde se Ludwig věnuje převážně otevírání Pokémon balíčku s kartami. Kanál má v prosinci 2021 přes 300 000 odběratelů.

#### wwwENERGIDRYCKnu
Kanál wwwENERGIDRYCKnu je Anomalyho nejméně známý kanál, jehož existenci odhalil 20. září 2020 v jednom z videí na kanále Anomaly & Papanomaly, tento kanál sloužil k nahrávání videorecenzí energetických nápojů, na kanál Ludwig také nahrál video ve kterém se pokusil co nejrychleji vypít 500ml plechovku energetického nápoje Monster Energy. Kanál je od prosince 2009 neaktivní a veškerá videa na tomto kanále jsou neveřejná. Kanál má v prosinci 2021 necelé 4 tisíce odběratelů.

#### Anomaly Clips
Kanál Anomaly Clips je Anomalyho nejnovější kanál založen 1. srpna 2021, na tento kanál nahrává populární klipy z jeho twitch kanálu a další krátká videa, která by na žádný jeho kanál kvůli krátké stopáži nezapadala. Kanál měl v prosinci 2021 téměř 150 tisíc odběratelů. 

## Twitch.tv
Ludwig je také velice aktivní na platformě Twitch.tv kde skoro každý den vysílá živě několik hodin videohry, na jeho Twitch kanále má již přes 2 600 000 sledujících.
Během jednoho vysílání měl Ludwig na stole položený objekt připomínající zbraň, po tom co se ho jeden ze sledujících přes chat zeptal, proč má na stole zbraň, Anomaly odpověděl tím, že na stole žádnou zbraň nemá, a schoval ji mimo zorné pole kamery, zda se jednalo o reálnou zbraň nebo např. zbraň na airsoft, není známé. 
V červenci 2019 byl Anomaly na 30 dní zabanován a nemohl streamovat. Ban získal za vyobrazení Adolfa Hitlera v populární hře Minecraft, kde měl nastavený "skin" který měl zobrazovat právě jeho. Údajně mělo jít o nehodu a skin si zapomněl změnit po tom, co natáčel společně s kamarády video. Anomaly se odvolal, jelikož mu přišel trest nepřiměřený, podle jeho vyjádření mu přišlo 30 dní až moc velký trest za to, že byl skin viditelný pouze po dobu přibližně dvou sekund, jeho odvolání však bylo zamítnuto. 